# Jaeder Albergaria
Jaeder Soares de Albergaria (Caratinga, 4 de setembro de 1904) foi um médico e político brasileiro do estado de Minas Gerais.
Jaeder Albergaria foi vereador e prefeito do município de Tarumirim.
Foi deputado estadual em Minas Gerais pelo PSD de 1947 a 1951, sendo substituído pelo dep. Augusto Batista de Figueiredo no período de 21 a 30/3/1950.
 Foi também deputado federal por Minas Gerais, durante cinco legislaturas consecutivas, de 1951 a 1971.